# 联合左翼青年网络
联合左翼青年网络（西班牙語：La Red de Jóvenes de Izquierda Unida，缩写为JIU），前称联合左翼青年区域，是西班牙左翼政党联盟联合左翼的青年翼。该组织由16个地区分支组成，总部位于马德里。该组织与联合左翼的目标一致，提倡反资本主义。该组织曾与加泰罗尼亚青年组织“替代青年”（联合与替代左翼的青年翼）结盟。该组织曾是欧洲民主青年左翼网络的成员。